# Цілик Ірина Андріївна
Іри́на Андрі́ївна Ці́лик (нар. 18 листопада 1982, Київ) — українська кінорежисерка, письменниця, авторка поетичних і прозових творів, кіносценаріїв. Лауреатка Національної премії України імені Тараса Шевченка та американського кінофестивалю «Санденс» за найкращу режисерську роботу у категорії світового документального кіно за стрічку «Земля блакитна, ніби апельсин». Членкиня Європейської кіноакадемії, Українського ПЕН.

## Життєпис

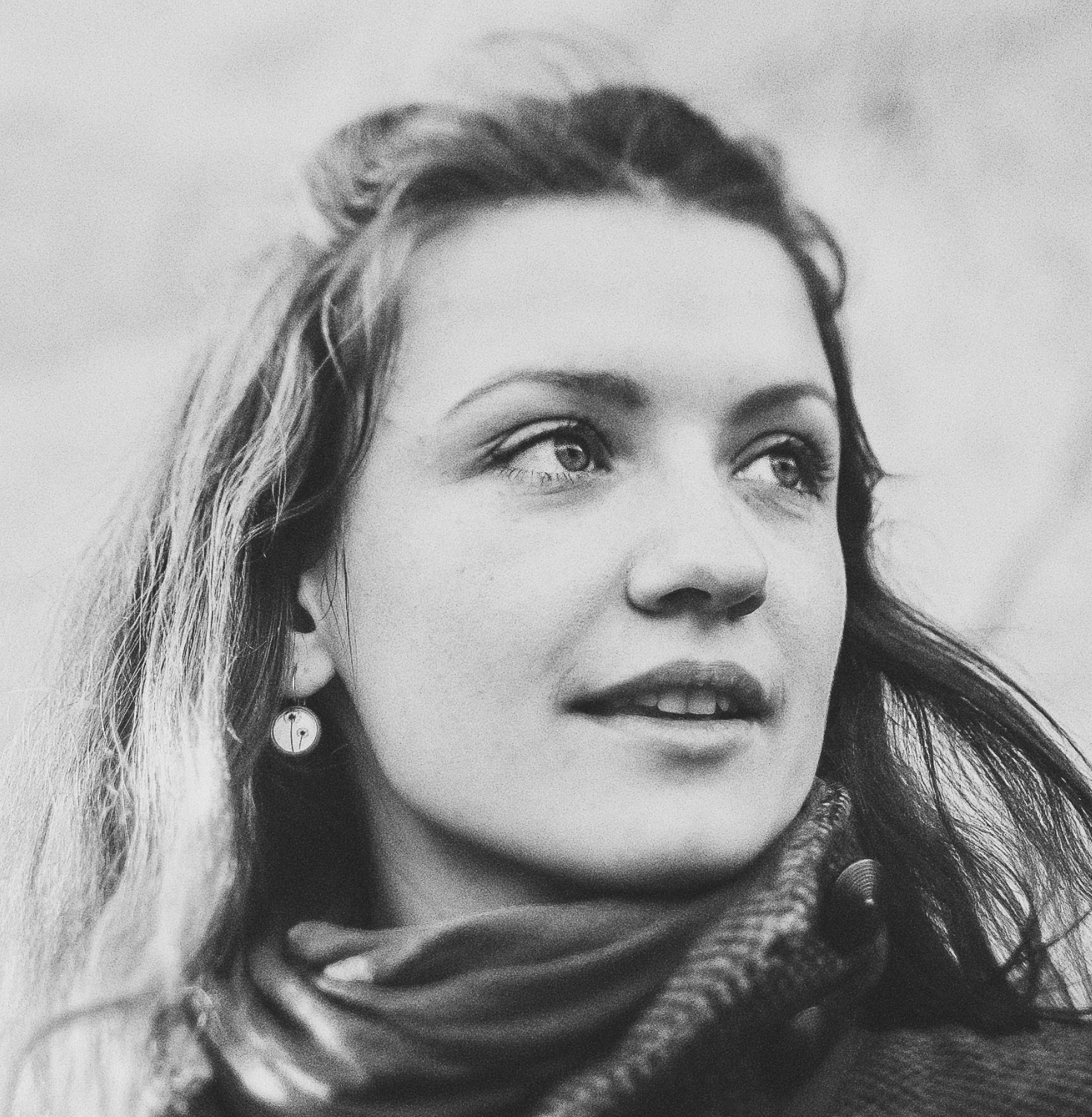
Ірина Цілик (2014)

Народилася в Києві. 2004 року закінчила Київський національний університет театру, кінематографу і телебачення ім. Карпенка-Карого з відзнакою. Працює режисеркою в галузі кіновиробництва.
Одружена з письменником Артемом Чехом (Чередником). Син — Андрій Чередник (2010 р. н.).

## Діяльність

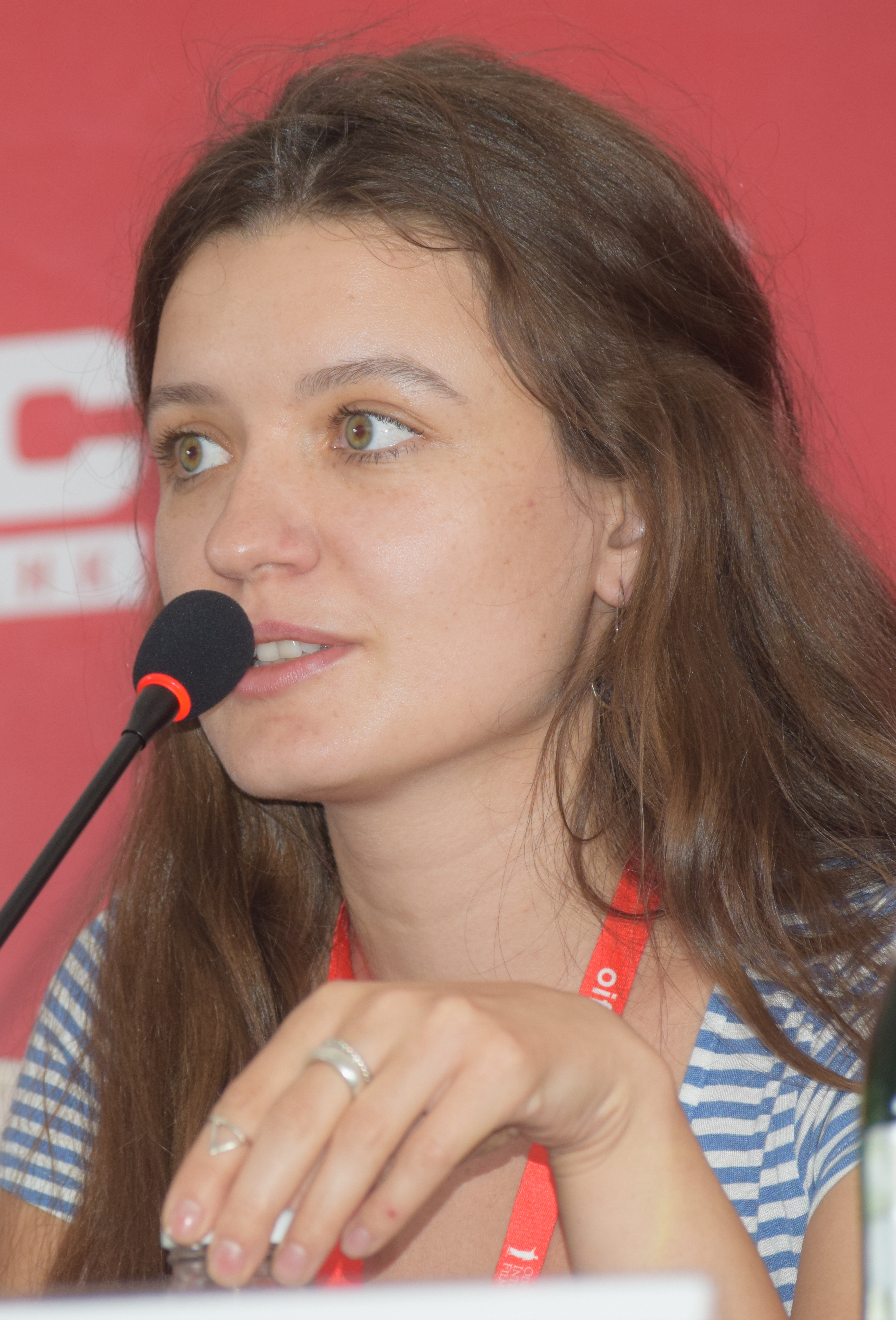
Ірина Цілик на 7-му Одеському міжнародному кінофестивалі (20 липня 2016 року)

Дебютний фільм Цілик «Земля блакитна, ніби апельсин» став документальним хітом 2020 р. в Україні та за її межами. Українська онлайн-прем'єра відбулася 26 квітня 2020 року на Міжнародному кінофестивалі документального кіно про права людини Docudays UA. Стрічка виборола нагороду за найкращу режисуру у категорії документального кіно престижного американського Кінофестивалю «Санденс» 2020. Також фільм був представлений в офіційній програмі численних міжнародних кінофестивалів (Берлінський міжнародний кінофестиваль, Міжнародний фестиваль документального кіно в Амстердамі, Музей модерного мистецтва (Нью-Йорк) Doc Fortnight, Копенгагенський міжнародний фестиваль документального кіно, Visions du Reel (Швейцарія), Hot Docs (Канада) та понад 150 інших) та виборов низку престижних нагород (серед них Spotlight Award американської премії «Cinema Eye Honors», Приз за найкращу операторську роботу від американської International Documentary Association та понад 30 інших відзнак). 2023 р. стрічці було присуджено Національну премію України імені Тараса Шевченка.
У 2022 році Цілик стала першою українкою у складі журі нагороди «Золоте око» Каннського фестивалю. «Українські голоси мають чути на різних платформах», — писала вона на своїй Facebook-сторінці.
26 жовтня 2022 року Ірина Цілик у межах Київського тижня критики презентувала в Україні свій дебютний ігровий фільм «Я і Фелікс», сценарій якого написано за мотивами роману «Хто ти такий?» письменника Артема Чеха. Одну з головних ролей у картині виконав український поет і прозаїк Юрій Іздрик.
Цілик є авторкою 10-ти книжок (поезія, проза, дитячі видання), серед яких «Глибина різкості», «Червоні на чорному сліди», «Тонкий лід» та інші. Різні вірші й оповідання авторки перекладено численними мовами та опубліковано в низці міжнародних літературних журналів та антологій.
Крім того, під час повномасштабної війни Росії в Україні Цілик почала писати колонки та есеї для різних міжнародних видань, зокрема Frankfurter Allgemeine Sonntagszeitung (Німеччина), Weekendavisen (Данія), Dwutygodnik (Польща), Republik (Швейцарія), Sestry (Польща) та інш. Кілька есеїв Цілик було включено до збірки «Україна 22», виданої у Великобританії Penguin Random House (2023). Есей Ірини «Інше життя» став частиною фандрейзингового проєкту у співпраці з американським фотографом Джимом Голдбергом (вид. Stanley/Barker, 2022). Ще одне есе «Шлях уробороса» увійшло до видання про швейцарську художницю Міріам Кан, що була видана як частина її виставки у Токійському палаці в Парижі (2023).
Окрім фахової та літературної діяльності, співпрацювала з різними українськими виконавцями і музичними гуртами як поетка-пісенниця. Авторка слів пісні «Повертайся живим» (у виконанні гуртів «Сестри Тельнюк» та «Kozak System»).

## Фільмографія
- «Я і Фелікс» (92 хв., 2022, ігровий кінофільм). Світова прем'єра фільму відбулася на «Варшавському міжнародному кінофестивалі» 2022 р[9].
- «Земля блакитна, ніби апельсин» (74 хв., 2020, документальний к/ф). Світова прем'єра фільму відбулася на «Кінофестиваль «Санденс»» 2020 р., стрічка нагороджена як «Найкраща режисерська робота» у програмі світового документального кіно. Європейська прем'єра фільму відбулася на «Берлінський міжнародний кінофестиваль» 2020 р. у програмі Generation 14+. Стрічку відзначено низкою престижних нагород та офіційно відібрано до участі у численних міжнародних кінофестивалях.
- «Тайра» (10 хв., 2017, документальний к/ф) і Малиш (15 хв., 2017, документальний к/ф) для кіноальманаху «Невидимий Батальйон».
- «Дім» (12 хв., 2016, ігровий к/ф). Нагорода від FIPRESCI на «Одеському міжнародному кінофестивалі» (2016). 2017-го року фільм було включено до кінозбірки «Українська Нова Хвиля. 20/16+», що перебувала в національному кінопрокаті.
- «Помин» (24 хв., 2012, ігровий к/ф). «Приз екуменічного журі» на МКФ «Молодість» (Україна). Фільм брав участь в офіційному конкурсі «International short film festival in Drama» (Греція) • МКФ «Women Make Waves» (Тайвань) • МКФ «Tehran International Short Film Festival» (Іран) • МКФ «European Short Film Festival of Villeurbanne» (Франція) • «Одеський міжнародний кінофестиваль» (Україна) та понад 30 інших міжнародних кінофестивалів. 2013 року фільм включено до кінозбірки «Українська Нова Хвиля. Romantigue».

- «Вдосвіта» (Blue Hour) — (10 хв., 2008, ігровий к/ф).

## Нагороди
- Нагорода американського кінофестивалю незалежного кіно «Санденс» 2020 за найкращу режисерську роботу в категорії світового документального кіно за фільм «Земля блакитна, ніби апельсин»[10] та понад 30 інших відзнак міжнародних кінофестивалів за цю стрічку (див. сторінку фільму);
- Премія ім. Фелікса Соболєва «за значний внесок у розвиток наукового та документального кіно, вагомі досягнення в неігровому кіно», 2020;
- Звання «Заслужена діячка мистецтв України» (листопад 2020 року)[11], але режисерка відмовилася від цього звання[12];
- Переможниця премії «Women in Arts» у категорії «Кіно» 2021 року[13];
- Національна премія України імені Тараса Шевченка за документальний кінофільм Земля блакитна, ніби апельсин (2023)[14];
- Лауреатка премії «УП 100. Сила жінок» 2024 року[15];
- Лауреатка премії «Люди десятиліття» 2024 року[16].

### Поезія
- «Тонкий лід». — Чернівці: Meridian Czernowitz, 2025.  — 126 с.
- «Дорога за обрій» (альбом фотографій Руслана Грущака і віршів Ірини Цілик (англійською)). — Берлін: Kominek books, 2022.
- «Глибина різкості». — Чернівці: Meridian Czernowitz, 2016.  — 112 с. ISBN 617-614-129-X
- «Ці». — Київ : Факт, 2007.  — 112 с.

### Проза
- «Червоні на чорному сліди»: збірка оповідань. — Київ: Комора, 2015.  — 152 с.
- «Родимки»: збірка оповідань. — Київ: Електрокнига, 2012. — 214 с.
- «Післявчора»: повість. — Київ : Факт, 2008.  — 120 с.

### Видання для дітей
- «Книжечка-мандрівочка. Київ». — Львів : Видавництво Старого Лева, 2024.
- «МІСТОрія однієї дружби»: пригодницька повість для дітей молодшого шкільного віку.  — Львів : Видавництво Старого Лева, 2016.  — 128 с.
- «Таке цікаве життя»: видання для дошкільнят. — Львів : Видавництво Старого Лева, 2015.  — 48 с.